# Clavaria luteostirpata
Clavaria luteostirpata är en svampart som beskrevs av S.G.M. Fawc. 1939. Clavaria luteostirpata ingår i släktet Clavaria och familjen fingersvampar.   Inga underarter finns listade i Catalogue of Life.